# Hypoconcha
Hypoconcha is een geslacht van kreeftachtigen uit de klasse van de Malacostraca (hogere kreeftachtigen).

## Soorten
- Hypoconcha arcuata Stimpson, 1858
- Hypoconcha californiensis Bouvier, 1898
- Hypoconcha lowei Rathbun, 1933
- Hypoconcha panamensis Verrill, 1869
- Hypoconcha parasitica (Linnaeus, 1763)
- Hypoconcha spinosissima Rathbun, 1933